# Manola Antonioli
 (décembre 2010).
Si vous disposez d'ouvrages ou d'articles de référence ou si vous connaissez des sites web de qualité traitant du thème abordé ici, merci de compléter l'article en donnant les références utiles à sa vérifiabilité et en les liant à la section « Notes et références ».
Manola Antonioli est une philosophe franco-italienne, essayiste et critique, docteure de l'EHESS, née en 1968. 

## Axes de recherche
Ses travaux portent principalement sur la philosophie de l’urbain, la théorie et philosophie de l’architecture, la théorie du texte et des arts, l'esthétique environnementale, l'écologie sociale et politique, ainsi que sur l'histoire et théorie du design.

## Biographie

### Famille, jeunesse et formation
Elle est diplômée en lettres et philosophie à l'Université d'Urbino (Italie) et docteur en philosophie et sciences sociales de l'École des hautes études en sciences sociales (thèse sous la direction de Jacques Derrida).

### Carrière professionnelle
Après avoir été responsable de séminaire au Collège International de Philosophie, et enseignante associée notamment au département LSH de l'IMT (Campus d'Evry), elle est devenue chercheure au LAA - UMR LAVUE 7218 CNRS et au laboratoire HAR (EA HAR 4414, Histoire de l’art et des représentations) de l’Université Paris Ouest Nanterre La Défense (Equipe de recherche HAR-Philo) depuis 2011, Manola Antonioli est Professeur de philosophie à l’École Nationale Supérieure d’Architecture de Paris, depuis 2015.

## Ouvrages
- L’Écriture de Maurice Blanchot. Fiction et théorie, Paris, Kimé, 1999.
- Deleuze et l’histoire de la philosophie, Paris, Kimé, 1999.
- Géophilosophie de Deleuze et Guattari, Paris, L’Harmattan, 2004.

- Gilles Deleuze, Félix Guattari et le politique (dir.) avec Pierre-Antoine Chardel et Hervé Regnauld, Paris, Éditions du Sandre, 2006.
- L’Abécédaire de Jacques Derrida (dir.), Mons/Paris, Sils Maria/Vrin, 2007.
- Gilles Deleuze et Félix Guattari. Une rencontre dans l’après Mai 68 (dir.) Frédéric Astier et Olivier Fressard, Paris, L’Harmattan, 2009.
- Théories et pratiques écologiques : de l’écologie urbaine à l’imagination environnementale, Paris, Presses Universitaires de Paris Ouest, 2014.
- Paysage variations, Paris, Editions Loco, 2014 (dir.) avec Vincent Jacques et Alain Milon.
- Machines de guerre urbaines, Paris, Editions Loco, 2015.
- Poétique du numérique n°4 (dir.) Bordeaux, Editions Entretemps, 2016.
- Biomimétisme : science, design et architecture (dir.), Paris, Editions Loco, 2017.

## Contributions à des ouvrages collectifs (sélection)
En anglais:
- « Virtual Architecture », in Peter Gaffney (dir.), in The Force of the Virtual. Deleuze, Science and Philosophyl, University of Minnesota Press, p. 169-188.

- « Design in Guattari’s Ecosophy », in Betti Marenko and Jamie Brassett (eds.), Deleuze and Design, Edinburgh University Press, 2015, p. 58-65.

- Manola Antonioli and Alessandro Vicari, « Global Tools as a war machine for an ecology of mind », in Valerio Borgonuovo, Silvia Franceschini (eds.), Global Tools 1973-1975, p. 103-123. http://saltonline.org/media/files/globaltools_scrd.pdf  Publié en version papier dans l’ouvrage Global Tools. When Education Coincides with Life, Valerio Borgonuovo, Silvia Franceschini (eds.), Berlin, Archive Books, 2017.

- « Urban War Machines », in Paulo de Assis, Paolo Giudici (eds.), The Dark Precursor. Deleuze and Artistic Research (Two-Volume Set), Volum II : The Dark Precursor in Image, Space, and Politics, Part 2 : « Space ».

- « What is Ecosophy ? », in Constantin Boundas (ed.), Ecosophy : Reading Deleuze and Guattari, London, Bloomsbury Publishing, 2017, p. 74-86.